# Давидович, Исаак Аронович

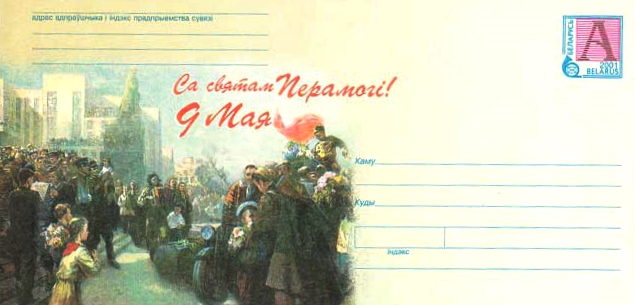
Конверт Белпочты 2001 года с репродукцией картины И. А. Давидовича и Е. М. Тихановича «Праздник Победы. 1964»

Давидович Исаак Аронович (4 декабря 1911, Бобруйск — 5 декабря 1993, Минск) — советский художник. Работал в станковой и монументально-декоративной живописи, станковой и книжной графике.

## Биография
Окончил Витебский художественный техникум (1930). Участник Великой Отечественной войны. С 1934 принимал участие в художественных выставках.

Среди работ в области монументально-декоративной живописи роспись плафона «Дружба народов» Белорусского республиканского театра юного зрителя (1955, с И. Ахремчиком), панно «Белорусские народные мастера» в конференц-зале Белорусского общества дружбы и культурной связи с иностранными государствами (1956, с И. Ахремчиком).

Среди работ в области книжной графики : «Апавяданнi» З. Бядули (1947), «Ехаў казачнік Бай» (1955) и «Казкi. Легенды» М. Танка, «Людзi на балоце» И. Мележа.

### Картины
- «Хоровод» (1937)
- «Курловский расстрел» (1939)
- «Партизаны на привале»(1948)
- «Мать» (1954)
- «Наше будущее село» (1961)
- «Между боями» (1965)
- «Нарочанская быль» (1967)
- «Первопечатник Франциск Скорина» (1968)
- «Хоккеисты» (1975)
- «Солдаты революции» (1977)